# سوزن‌هراسی
ترس از سوزن (به انگلیسی:Fear of needles) یا سوزن هراسی، ترس شدید از اقدامات پزشکی شامل تزریق با سوزن معمولی یا سوزن‌های زیر پوستی است. گاهی از آن با عنوان ایکموفوبیا (aichmophobia) نیز یاد می‌شود که به‌طور عمومی‌تر ترس از اشیاء نوک‌تیز است. از اواسط ۲۰۰۰، این وضعیت با عنوان تریپانوفوبیا (trypanophobia) شناخته می‌شود، اگرچه که منشأ و کاربرد مناسب این اصطلاح بسیار بحث‌برانگیز است.
این اختلال یک وضعیت پزشکی است که ۲۰ تا ۲۳ درصد از جمعیت بزرگسال را درگیر کرده‌است، و مراقبت‌های پزشکی لازم برای فرد را با مشکل رو به رو می‌کند. معمولاً در اکثر موارد ترس از سوزن فراتر از یک ترس ساده و پیش پا افتاده‌است. ترس از سوزن یا فوبیا سوزن همان‌طور که از اسمش پیداست یک احساس ترس در هنگام ورود سوزن به بدن است.
در برخی از افراد فراتر از یک ترس جزئی، یک حس فیزیکی شامل حس ناتوانی است که در نتیجه باعث از دست دادن هوشیاری و تشنج می‌شود. در جوامع پزشکی معمولاً به ترس از سوزن توجه خاصی نمی‌شود، چون اصولاً افرادی که از این موضوع می‌ترسند هرگز به پزشک مراجعه نمی‌کنند. بسیاری از افراد هستند که حاضرند جان خود را از دست دهند اما سوزنی وارد بدنشان نشود و در واقعیت هم افرادی هستند که جانشان را به همین دلیل از دست می‌دهند.

## عوامل محرک
ترس از سوزن، به ویژه در انواع شدیدتر آن، اغلب با سایر ترس‌ها و بیماری‌های روانی همراه است. به عنوان مثال یاتروفوبیا (iatrophobia)، یا ترس غیرمنطقی از پزشکان، اغلب در بیمارانی که سوزن‌هراسی دارند مشاهده می‌شود. بیمار سوزن هراس برای تجربهٔ حملات پنیک یا اضطراب ناشی از سوزن هراسی، نیازی به حضور فیزیکی در مطب پزشک ندارد. عوامل محرک بسیاری در دنیای خارج وجود دارند که می‌توانند این حملات اضطرابی را به همان طریق ایجاد کنند. برخی از این موارد عبارتند از: خون، جراحات، دیدن سوزن واقعی یا روی صفحهٔ نمایش، سنجاق‌های کاغذی، سرنگ، اتاق معاینه، روپوش‌های سفید آزمایشگاهی، دندانپزشکان، پرستاران، بوی ضدعفونی کننده مربوط به مطب‌ها و بیمارستانها، دیدن شخصی که از نظر جسمی شبیه به کادر درمانی است، یا حتی خواندن دربارهٔ ترس.